# Susan Shields
Susanne „Susan“ Marie Shields, nach Heirat Susanne Marie White, (* 3. Februar 1952 in Erie, Pennsylvania) ist eine ehemalige Schwimmerin aus den Vereinigten Staaten, die eine olympische Bronzemedaille gewann.

## Karriere
Susan Shields vom Plantation Swim Club wurde bei den Ausscheidungswettkämpfen für das Olympiateam 1968 über 100 Meter Schmetterling Zweite hinter Ellie Daniel. Bei den Olympischen Spielen 1968 in Mexiko-Stadt erreichte die 4-mal-100-Meter-Lagenstaffel mit Jane Swagerty, Suzy Jones, Susan Shields und Jan Henne den Endlauf mit der nach den Australierinnen zweitbesten Vorlaufzeit. Im Finale schwammen Kaye Hall, Catherine Ball, Ellie Daniel und Susan Pedersen sechs Sekunden schneller als die Vorlaufstaffel und siegten mit 1,7 Sekunden Vorsprung vor den Australierinnen. Gemäß den bis 1980 gültigen Regeln erhielten die Schwimmerinnen, die nur im Staffelvorlauf eingesetzt wurden, keine Medaille. Einige Tage später erreichten über 100 Meter Schmetterling mit Ellie Daniel, Susan Shields und Toni Hewitt alle drei Schwimmerinnen aus den Vereinigten Staaten das Finale. Dort gewann die Australierin Lynette McClements vor Ellie Daniel. Susan Shields erkämpfte die Bronzemedaille knapp vor der Niederländerin Ada Kok, Toni Hewitt wurde Siebte.
Susan Shields besuchte die Eastern High School in Louisville, Kentucky. Danach studierte und graduierte sie an der University of Kentucky. Sie arbeitete später als Lehrerin und Schwimmtrainerin in der Nähe von Toledo, Ohio.